# NMS Regina Maria
Le NMS Regina Maria était le deuxième et dernier de la classe de deux destroyers construits en Italie pour la marine militaire roumaine à la fin des années 1920. Après l'invasion de l'Union soviétique par l'Axe le 22 juin 1941 (Opération Barbarossa), le navire a pris part au Raid sur Constanța quelques jours plus tard et peut avoir endommagé le destroyer leader de flottille pendant la bataille. La puissante flotte soviétique de la mer Noire dépassait largement les forces navales de l'Axe dans la mer Noire et les destroyers roumains ont été limités à des fonctions d'escorteur dans la moitié ouest de la mer Noire pendant la guerre. Début 1944 les Soviétiques ont pu couper et encercler le port de Sébastopol sur la péninsule de Crimée. Regina Maria a couvert les convois évacuant les troupes de l'Axe de Sébastopol en mai et en a sauvé plusieurs centaines.
Plus tard dans l'année, après le coup d'État de 1944 en Roumanie, les Soviétiques ont saisi les navires roumains et les ont incorporés dans la marine soviétique. Renommé Letuchiy, le navire a servi jusqu'à ce qu'il soit rayé de la liste de la marine en 1951. Il a été rendu à la République socialiste de Roumanie qui l'a rebaptisé D22 en 1952. Le navire a été abandonné en 1961 et mis au rebut par la suite.

## Contexte
Après la fin de la Première Guerre mondiale et le rachat de deux croiseurs de classe Aquila en Italie, le gouvernement roumain a décidé de commander également deux destroyers modernes au Pattison Yard en Italie, dans le cadre du programme naval de 1927. Sa conception était basée sur le Thornycroft type destroyer leader de la classe Shakespeare, mais différait par la disposition de leurs machines de propulsion. Les armes ont été importées de Suède et le système de contrôle de tir d'Allemagne. Quatre destroyers devaient être commandés, mais seulement deux ont été effectivement construits.

## Caractéristiques techniques
Les navires de la classe Regele Ferdinand étaient propulsés par deux turbines à vapeur à engrenages Parsons, chacune entraînant une seule hélice, utilisant la vapeur fournie par quatre chaudières Thornycroft. Les turbines ont été conçues pour produire 52.000 chevaux-vapeur (39 000 kW) pour une vitesse de 37 nœuds (69  km/h) (bien que Regele Ferdinand  atteigne 38 nœuds (70 km/h) lors de leurs essais en mer). Ils pouvaient transporter 490 tonnes de mazout, ce qui leur donnait une autonomie de 3.000 milles marins (5 600 km) à une vitesse de 15 nœuds (28 km/h).
L'armement principal des navires de la classe Regele Ferdinand se composait de cinq canons de calibre 50 Bofors de 120 millimètres en monture simple, de deux tourelles superposées à l'avant et à l'arrière de la superstructure et d'un canon à l'arrière. Pour la défense antiaérienne, ils étaient équipés d'un canon anti-aérien Bofors de 76 millimètres entre les cheminées et d'une paire de canons anti-aériens de 40 millimètres. Les navires étaient équipés de deux supports triples pour tubes lance-torpilles de 533 millimètres (21 pouces) et pouvaient transporter 50 mines et 40 charges de profondeur. Ils étaient équipés d'un système de contrôle de tir Siemens qui comprenait une paire de télémètres, un pour les canons avant et arrière.

### Modifications
Les canons de 40 millimètres ont été remplacés par deux canons anti-aériens allemands de 37 mm et une paire de mitrailleuse Hotchkiss de 13,2 mm modèle 1929française ont été ajoutés en 1939. Deux lanceurs de charge de profondeur italiens ont été installés plus tard. Pendant la Seconde Guerre mondiale, le canon de 76 millimètres a été remplacé par quatre canons AA de 20 millimètres. En 1943, les deux navires sont équipés d'un sonar allemand "S-Gerät". L'année suivante, le canon supérieur avant de 120 millimètres a été remplacé par un canon de 88 mm anti-aérien allemand. Les canons allemands de 88 millimètres en service roumain ont eux-mêmes été modifiés en étant équipés de chemises de canon produites en Roumanie.

## Construction et carrière
Regina Maria, nommé d'après la reine Marie de Roumanie, a été commandé le 13 novembre 1926 et a été établi par Pattison en juin 1927 à leur chantier naval à Naples, en Italie. Il a été lancé le 2 mars 1929 et mis en service le 7 septembre 1930 après son arrivée en Roumanie. Le navire a été affecté à l'Escadron de destroyers, qui a été visité par le roi Carol II de Roumanie et le premier ministre, Nicolae Iorga, le 27 mai 1931. La reine Marie a visité son homonyme le 22 juin 1932 qui a fait un court croisière vers Baltchik en Bulgarie, le même jour. Regina Maria a participé à la revue de la flotte du couronnement pour le roi George VI le 19 mai 1937 à Spithead

### Raid sur Constanța
Quelques jours après l'invasion de l'Union soviétique (Opération Barbarossa) le 22 juin 1941, deux destroyers soviétiques leader de flottille de classe Leningrad, Moskva et Kharkov, commencèrent à bombarder Constanța aux premières heures du 26 juin. Les Roumains s'attendaient à un raid soviétique et leurs défenses, composées de Regina Maria , du  Mărăști et des canons lourds de la batterie d'artillerie côtière allemande Tirpitz, étaient prêts à engager les navires soviétiques. À partir de 03h58, Moskva et Kharkov ont tiré pas moins de 350 obus avec leurs canons de 130 mm. Les deux navires de guerre roumains ont riposté avec leur 120 mm à des distances entre canons 11.000 à 16 000 m, mais ne frappèrent que le bas du grand mât de Moskva. Les deux navires soviétiques se profilaient contre l'aube tandis que les navires roumains étaient cachés par la côte derrière eux. Le tir intense et précis de l'Axe a poussé Moskva et Kharkov à se retirer tout en posant un écran de fumée. En retombant, ils sont entrés dans un champ de mines roumain et Moskva a coulé après avoir heurté une mine. 

### Autres missions
Massivement surpassés en nombre par la flotte de la mer Noire, les navires roumains ont été maintenus derrière les champs de mines pour défendre Constanța pendant plusieurs mois, s'entraînant aux opérations d'escorte de convois. À partir du 5 octobre, les Roumains ont commencé à poser des champs de mines pour défendre la route entre le Bosphore et Constanța. Les mouilleurs de mines étaient protégés par les destroyers ; le sous-marin L-4 a tiré deux torpilles sur Regina Maria le même jour, mais l'a raté. 
Après l'évacuation d'Odessa (Siège d'Odessa) le 16 octobre, les Roumains ont commencé à balayer les mines soviétiques défendant le port et à poser leurs propres champs de mines protégeant la route entre Constanța et Odessa. Le 1er décembre Regina Maria, Regele Ferdinand et Mărăști escortaient un convoi à Odessa lorsqu'un sous-marin a attaqué sans succès le convoi. Il a été rapidement repéré et a été chargé en profondeur par Regina Maria et Regele Ferdinand, ce dernier réclamant sa perte. Les archives soviétiques ne reconnaissent aucune perte à cette date. Regina Maria et Regele Ferdinand ont escorté un autre convoi à Odessa du 16 au 17 décembre, le dernier avant que la glace ne ferme le port.

Regina Maria en 1942

Le 20 avril 1942, après la fonte des glaces, Regina Maria, Mărăști et  Mărășești ont escorté le premier convoi à Otchakiv, bien que les destroyers roumains aient été généralement utilisés pour escorter les navires entre le Bosphore et Constanța. Les nuits des 22/23 et 24/25 juin, Regina Maria, Regele Ferdinand et Mărășești ont couvert la pose de champs de mines défensifs au large d'Odessa. Après la capitulation de Sébastopol le 4 juillet, une route directe entre le port et Constanța a été ouverte en octobre et exploitée toute l'année. Le 14 novembre, le pétrolier allemand SS Ossag a été torpillé et endommagé par le sous-marin L-23 à l'entrée du Bosphore alors qu'il était protégé par les destroyers. 
Le 20 avril 1943, le sous-marin S-33 coule le plus gros cargo de la marine marchande roumaine, le SS  Suceava, malgré son escorte de Regina Maria et de trois dragueurs de mines allemands. Dans la nuit du 9 au 10 novembre, Regina Maria et Regele Ferdinand ont escorté des mouilleurs de mines pour la pose d'un champ de mines au large de Sébastopol. 
Les attaques soviétiques réussies au début de 1944 ont coupé la connexion terrestre de la Crimée avec le reste de l'Ukraine et ont nécessité son approvisionnement par voie maritime. Début avril, une autre offensive a occupé la plus grande partie de la péninsule et a encerclé Sébastopol. Les Roumains ont commencé à évacuer la ville le 14 avril, leurs destroyers couvrant les convois de troupes. Quatre jours plus tard, le cargo SS Alba Julia a été attaqué en vain par les sous-marins L-6 et L-4. Peu de temps après que ce dernier sous-marin ait manqué avec sa paire de torpilles, le cargo a été bombardé et incendié par des avions soviétiques. Regina Maria et Regele Ferdinand ont été envoyés pour voir s'il pouvait être sauvé. Ils ont mis un équipage réduit à bord pour faire fonctionner ses pompes et la stabiliser avant qu'une paire de remorqueurs n'arrive le lendemain matin pour la remorquer à Constanța. 

### Offensive de Crimée
Adolf Hitler a suspendu l'évacuation le 27 avril, mais a cédé le 8 mai après que de nouvelles attaques soviétiques aient mis en danger les forces de l'Axe à Sébastopol alors qu'elles se trouvaient à portée d'artillerie du port. Regina Maria a fait deux voyages pour évacuer les troupes de l'Axe et faisait partie du dernier convoi à atteindre Sébastopol dans la nuit du 11 au 12 mai. Avec les mouilleurs de mines Amiral Murgescu et Dacia , elle a sauvé 800 hommes cette nuit-là. Regina Maria et Mărășeștiont protégés les mouilleurs de mines en comblant l'écart qui a conduit à Sébastopol dans les champs de mines défendant Sulina dans la nuit du 25 au 26 mai.

## Fin de carrière
Après le Coup d'État de 1944 en Roumanie du roi Michel Ier le 23 août, la Roumanie a déclaré la guerre aux puissances de l Axe. Regina Maria est resté dans le port jusqu'à ce qu'ilnsoit saisi par les Soviétiques le 5 septembre avec le reste de la marine roumaine. Avant d'être renommé Letuchiy le 20 octobre, le navire a été mis en service dans la marine soviétique le 14 septembre dans le cadre de la flotte de la mer Noire, avec Regele Ferdinand. Il a été rayé de la liste de la marine le 3 juillet 1951  après avoir été renvoyé en Roumanie]. Les deux destroyers ont rejoint Mărăști et Mărășești quand ils ont été affectés à l'escadron de destroyers à leur retour. Regina Maria a été rebaptisé D22 lorsque les destroyers roumains ont reçu des numéros lorsque la "Division Destroyer" a été redésignée comme la "418e Division de Destroyer" en 1952. Le navire a continué à servir jusqu'en avril 1961, quand il a été mis au rebut et par la suite mis au rebut.